# Salem (Dacota do Sul)
Salem é uma cidade localizada no estado norte-americano de Dakota do Sul, no Condado de McCook.

## Demografia
Segundo o censo norte-americano de 2000, a sua população era de 1371 habitantes.
Em 2006, foi estimada uma população de 1380, um aumento de 9 (0.7%).

## Geografia
De acordo com o United States Census Bureau tem uma área de
2,6 km², dos quais 2,6 km² cobertos por terra e 0,0 km² cobertos por água. Salem localiza-se a aproximadamente 464 m acima do nível do mar.

## Localidades na vizinhança
O diagrama seguinte representa as localidades num raio de 24 km ao redor de Salem.